# Kono Yūsha ga Ore Tsuē Kuse ni Shinchō Sugiru
Kono Yūsha ga Ore Tsuē Kuse ni Shinchō Sugiru (jap. この勇者が俺ＴＵＥＥＥくせに慎重すぎる) ist eine japanische Online-Romanreihe von Light Tuchihi, die seit 2016 erscheint. Sie wurde als Light-Novel, Manga und Anime-Fernsehserie adaptiert und ist die Genres Isekai, Fantasy, Comedy und Action einzuordnen.

## Inhalt
Die noch recht junge Göttin Listarte wird damit beauftragt, für die Rettung einer in Not befindlichen Welt einen Helden zu beschwören. Ihre älteren Kollegen im Götterreich haben darin schon viel Erfahrung, während Listarte bisher nur einige Welten retten konnte. Die neue Aufgabe ist die Welt Gaelbarde, eine Klasse-S-Welt und daher besonders herausfordernd. Sie überlegt daher lange und wählt schließlich den Japaner Seiya Ryūgūin aus. Sie beschwört den jungen Mann mit herausragend guten Helden-Werten in die Götterwelt, um dann aber sehr schnell festzustellen, dass Seiya außergewöhnlich vorsichtig ist. Er lässt sich nicht einfach in die gefährliche Zielwelt bringen, sondern besteht zunächst auf einem ausgiebigen Training. Listarte verzweifelt bald an ihm und sucht, wie auch später immer wieder, bei der erfahrenen Göttin Ariadoa Rat. Schließlich gelingt es ihr, Seiya nach Gaelbarde zu bringen.
Auch beim ersten Kampf gegen schwache Monster stellt sich Seiya als übervorsichtig heraus und greift mit übermäßiger Kampfkraft selbst die schwächsten Gegner an. Doch als überraschend eine starke Dämonin auftritt, die vom Endgegner bewusst zum Ankunftspunkt des Helden entsandt wurde, müssen der Held und die Göttin sich zurückziehen. Seiya besteht auf weiteres Training und als sie zurückkehren, hat er sich allein dadurch so weit hochgearbeitet, dass ihm der Sieg leicht fällt. Bei seinem übertriebenen Einsatz wird jedoch auch die umliegende Stadt zerstört. Zum Training erneut zurück in der Götterwelt, wird Seiya der Schwertgott Selseus als Trainingspartner empfohlen. Bereits nach einigen Tagen hat Seiya enorme Fortschritte gemacht, will aber nicht aufhören, bis Selseus schließlich an ihm verzweifelt.
In Gaelbarde wird eine Stadt von Zombies bedroht, sodass der Held und Listarte zurück reisen. Dort sollen sich ihnen der Drachenkrieger Mash und die Drachenmagierin Eruru als Gefährten anschließen. Seiya aber ist bereits so stark, dass er beide eigentlich gar nicht braucht.

## Veröffentlichungen
Die Geschichte von Light Tuchihi erscheint seit Juni 2016 als Fortsetzungsroman auf der Website Kakuyomu. Eine Adaption der Serie als Light Novel mit Illustrationen von Saori Toyota wird seit Februar 2017 von Kadokawa Shoten herausgegeben und umfasst bisher sechs Bände. Der gleiche Verlag bringt die Reihe in Taiwan heraus, Yen On veröffentlicht eine englische Übersetzung.
Eine Adaption als Manga, gezeichnet von Koyuki, erscheint seit November 2018 im Magazin Gekkan Dragon Age bei Kadokawa. Die Kapitel werden auch gesammelt in bisher zwei Bänden herausgegeben.

## Anime-Fernsehserie
2019 entstand beim Studio White Fox unter der Regie von Masayuki Sakoi eine Animeserie zum Roman. Drehbuchautor war Kenta Ihara. Das Charakterdesign entwarf Mai Toda und die künstlerische Leitung lag bei Kazunori Miyazato und Yoshito Takamine. Die Folgen werden seit dem 2. Oktober 2019 von den Sendern AT-X, Tokyo MX, FNS, Sun TV, KBS, TV Aichi und BS11 in Japan ausgestrahlt. Parallel findet über diverse Plattformen eine internationale Veröffentlichung statt, darunter bei Wakanim mit deutschen, englischen, französischen und russischen Untertiteln.

### Synchronisation
Die Synchronisation entstand im Tonwerk München @Alpha Postproduktion in München. Dialogbuch und Dialogregie übernahm Daniel Schlauch.
| Rolle         | japanischer Sprecher (Seiyū) | deutscher Sprecher   |
| ------------- | ---------------------------- | -------------------- |
| Seiya Ryūgūin | Yuichiro Umehara             | Vincent Fallow       |
| Ristarte      | Aki Toyosaki                 | Anna Ewelina         |
| Ariadoa       | Hibiku Yamamura              | Gabrielle Pietermann |
| Mash          | Kengo Kawanishi              | Maximilian Belle     |
| Elulu         | Aoi Koga                     | Lea Kalbhenn         |
| Cerseus       | Atsushi Ono                  | Gerhard Jilka        |
| Ishista       | Keiko Han                    | Marion Hartmann      |

### Musik
Die Musik der Serie wurde komponiert von Yoshiaki Fujisawa. Der Vorspanntitel ist Tit for Tat von Myth&Roid und der Abspann ist unterlegt mit dem Lied Be perfect, plz! von Riko Azuna.